# Grand menhir brisé d'Er Grah
Le Grand menhir brisé d'Er Grah est un menhir situé à Locmariaquer, dans le département français du Morbihan. Il est associé dans le site des mégalithes de Locmariaquer avec le tumulus d'Er Grah et la table des Marchands. En 1988, on a découvert qu'il était aussi associé à un alignement mégalithique comportant 18 autres stèles de moindre dimension.
Ce menhir, aujourd’hui à terre et divisé en quatre fragments, aurait été érigé au milieu du Ve millénaire av. J.-C.. Ses dimensions exceptionnelles (21 mètres et 300 tonnes) en font le plus grand mégalithe d'Europe. 

## Historique
La plus ancienne représentation connue du menhir figure dans l'ouvrage du président Robien, Histoire ancienne et naturelle de la province de Bretagne, rédigé en 1753-1755 : le menhir est représenté (planche XII de l'ouvrage) au sol brisé en quatre morceaux avec les mégalithes voisins de la Table des Marchand et du tumulus d'Er Grah. Contrairement à la Table des Marchand, le grand menhir n'est pas représenté sur le cadastre de 1830.
En 1837, dans ses Notes d'un voyage dans l'ouest de la France, Prosper Mérimée s'interroge sur les raisons de la chute du menhir. Mérimée constate que le menhir n'était enfoncé que de 3 à 4 pieds dans le sol et que sa base est tournée du côté opposé aux trois autres fragments. Il note que les habitants lui affirment ne jamais l'avoir vu debout, et que c'est probablement la foudre qui l'aurait détruit dans le courant du XVIIIe siècle.
L’appellation Grand menhir brisé d'Er Grah n'apparaît qu'à la fin du XIXe siècle, sous la plume des archéologues, car auparavant et localement le menhir est appelé Men ar hroëc'h c'est-à-dire « Pierre de la fée » ou plus exactement « Pierre de la vieille femme » en breton.
Vers 1853-1854, il aurait été envisagé de le restaurer. Paul Reveillère proposa de le transporter à Paris et de le redresser place de la Concorde lors de l'exposition universelle de 1900 « comme signe de ralliement de tous les peuples celtes ».
Le menhir fait l’objet d’un classement au titre des monuments historiques depuis 1889. L'ensemble du site (Grand Menhir, Table des Marchand, Tumulus d'Er Grah) a fait l'objet d'une campagne de fouilles dirigée par Charles-Tanguy Le Roux (Grand Menhir, Er Grah) et Jean L'Helgouac'h (Table des Marchand) à partir de 1987.

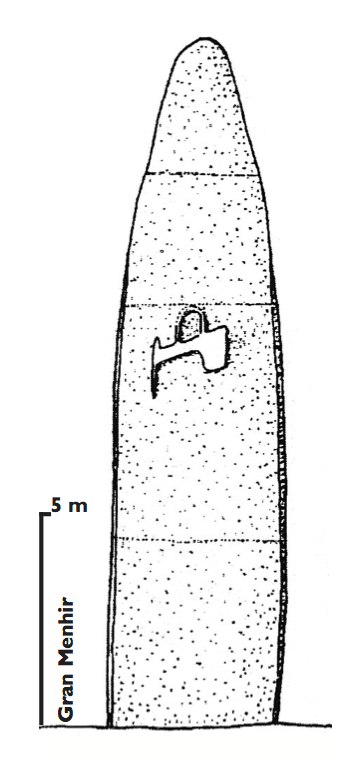
Le grand menhir reconstitué avec ses gravures.

## Description
Le menhir gît désormais brisé au sol en quatre fragments. L'ensemble correspond à un bloc fusiforme de 21 m de long,, soit le plus grand menhir d'Europe, dont le poids est estimé entre 300 tonnes et 330 tonnes.
Le menhir est constitué d'un bloc d'orthogneiss, dont les plus proches gisements sont situés à côté de Vannes ou en presqu'île de Rhuys, soit une distance au plus court d'environ 8 à 10 km impliquant de franchir une zone maritime à fort courant,. Son transport aurait ainsi probablement nécessité d'utiliser un système de radeau pour traverser les estuaires des rivières de Vannes et Auray. Le bloc a été martelé sur toute sa surface, avec des percuteurs en quartz, pour créer des faces homogènes régulières et l'arrête du bloc dans sa partie inférieure a été rendue parfaitement rectiligne. Sa forme allongée est d'origine naturelle. Le bloc a été extrait d'un affleurement : deux dépressions concaves visibles sur le bloc indiquent qu'il était préalablement à son extraction exposé en position horizontale, période durant laquelle il a subi une érosion naturelle.
Le bloc ne présente aucune trace de débitage volontaire. La fragmentation du menhir résulte donc de sa chute mais les raisons de cette chute demeurent hypothétiques bien que de nombreuses hypothèses aient été successivement avancées : impact de la foudre, renversement volontaire à une époque indéterminée (néolithique ou romaine), séisme,,,.
La fosse de fondation du menhir a été retrouvée. Elle a été endommagée à l'époque gallo-romaine mais la partie restante a permis d'en comprendre l'agencement : les bords de la fosse ont été consolidés par des murets constitués de blocs superposés et le fond de la fosse était recouvert du même type de blocs tout en tenant compte de la morphologie biseautée de l'extrémité inférieure du menhir. La base du menhir était calée avec un mélange de petits blocs en granite et de sédiments marins. Le menhir a été enfoui dans cette fosse de calage sur au maximum 1,50 m de hauteur et sa stabilité reposait donc principalement sur son propre poids.
Le menhir comporte sur la face supérieure un décor sculpté en relief désormais en grande partie aplani par l'érosion, représentant une crosse et un second motif interprété, traditionnellement comme le motif dit de la « hache-charrue », et plus récemment par Serge Cassen comme une représentation d'un cétacé (cachalot). Selon Cassen, il existerait une opposition mythologique forte entre le motif qui évoque le milieu marin et les motifs symbolisant le milieu terrestre, opposition qui correspond à une époque de transition, où les derniers chasseurs-cueilleurs durent abandonner leur ancien mode de vie.
Les fouilles de 1988 ont permis de découvrir 18 autres fosses de calage alignées au nord-est de celle du grand menhir, certaines étant masquées par des éboulis du cairn de la Table des Marchand. Quelques fosses conservaient la base brisée du menhir d'origine. Il semble que l'alignement était composé de blocs de pierres de nature différente disposés par ordre décroissant de hauteur : au-delà du Grand Menhir en orthogneiss, on trouvait ainsi une première série de blocs en migmatite, puis une seconde série de blocs en granite local dit de Carnac. Après fouilles, cet alignement de pierres discontinues a été matérialisé par des empierrements.

## Galerie

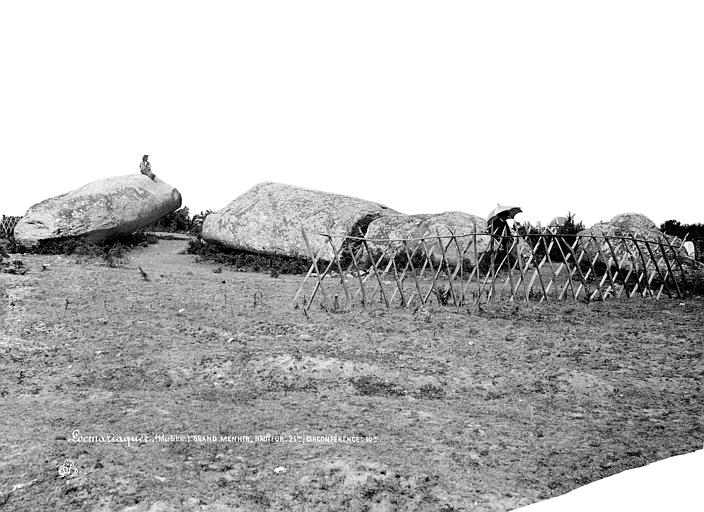
Photographie de Séraphin-Médéric Mieusement (1893).
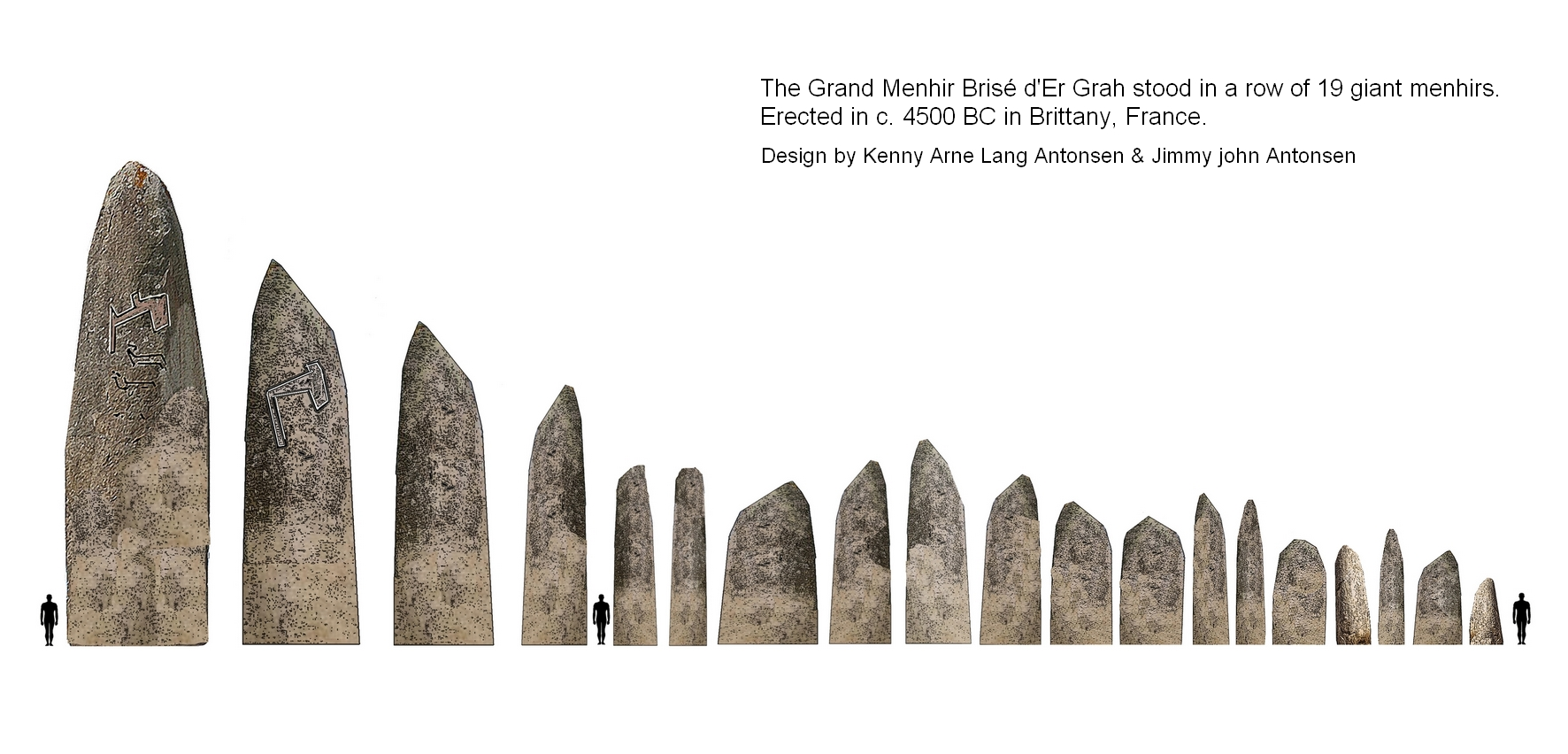
Restitution paléoartistique de l'alignement.
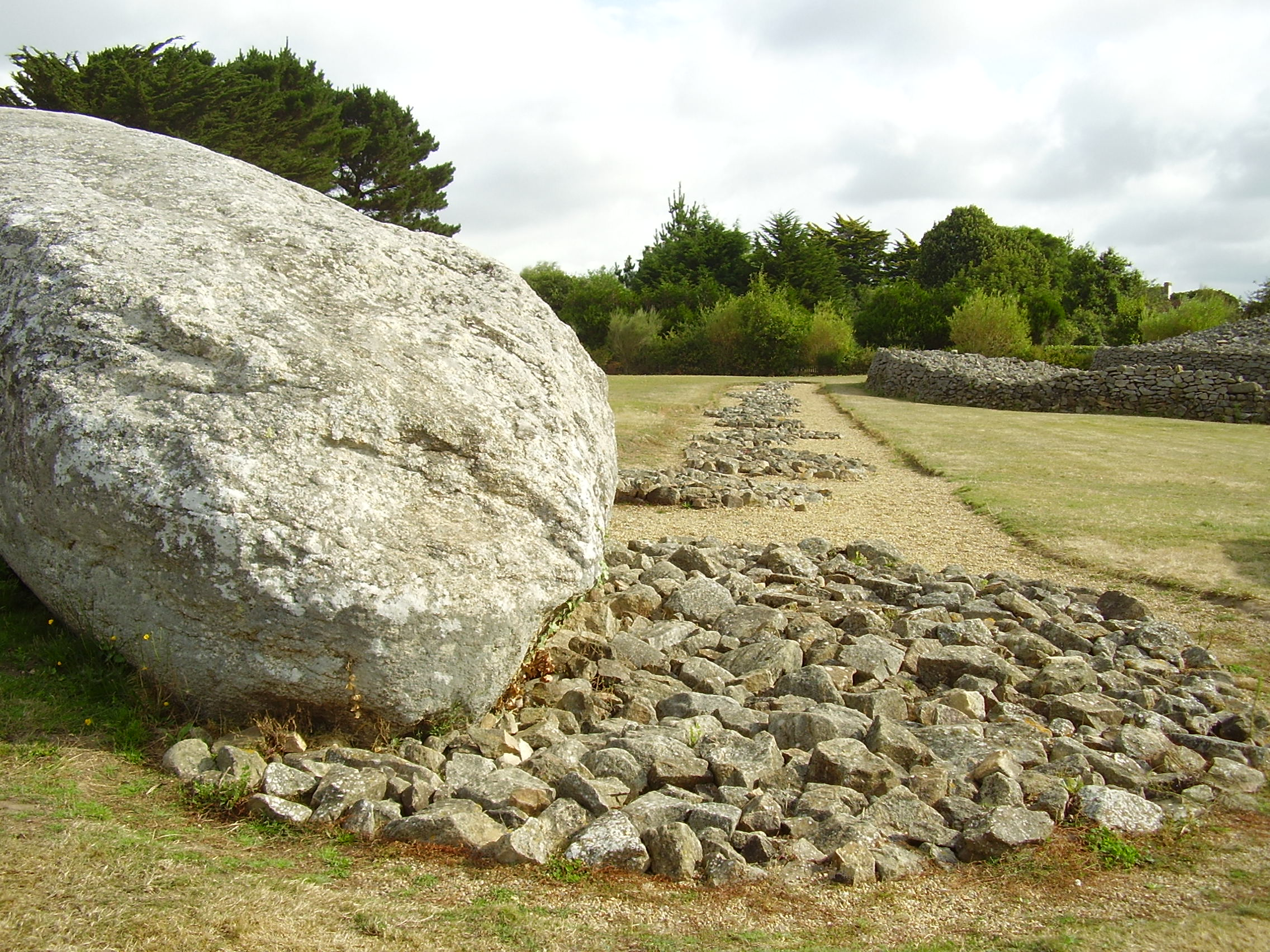
Fosses de fondation des menhirs de l'alignement.
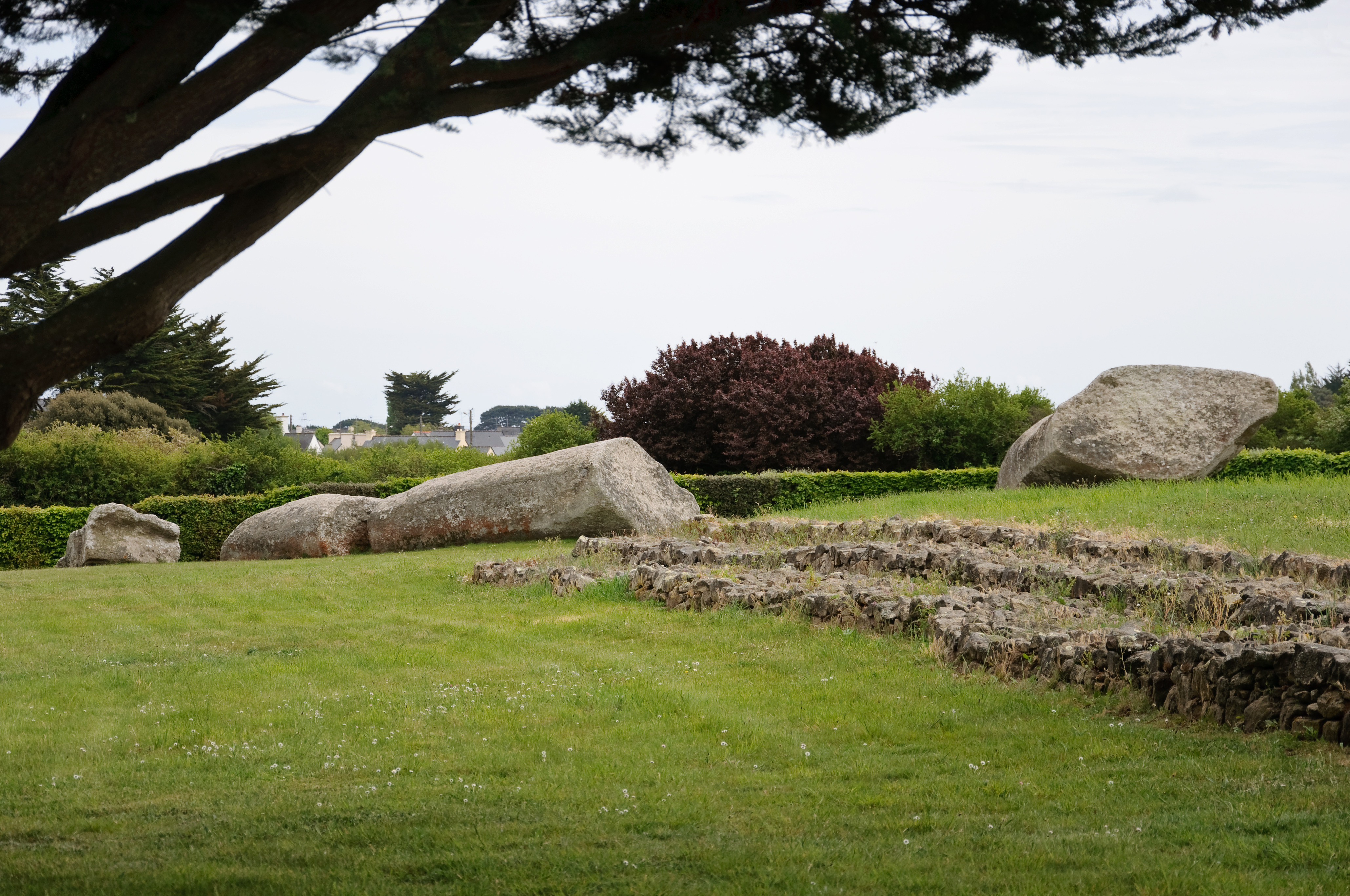
Le grand menhir brisé d'Er Grah, vu du tumulus d'Er Grah.
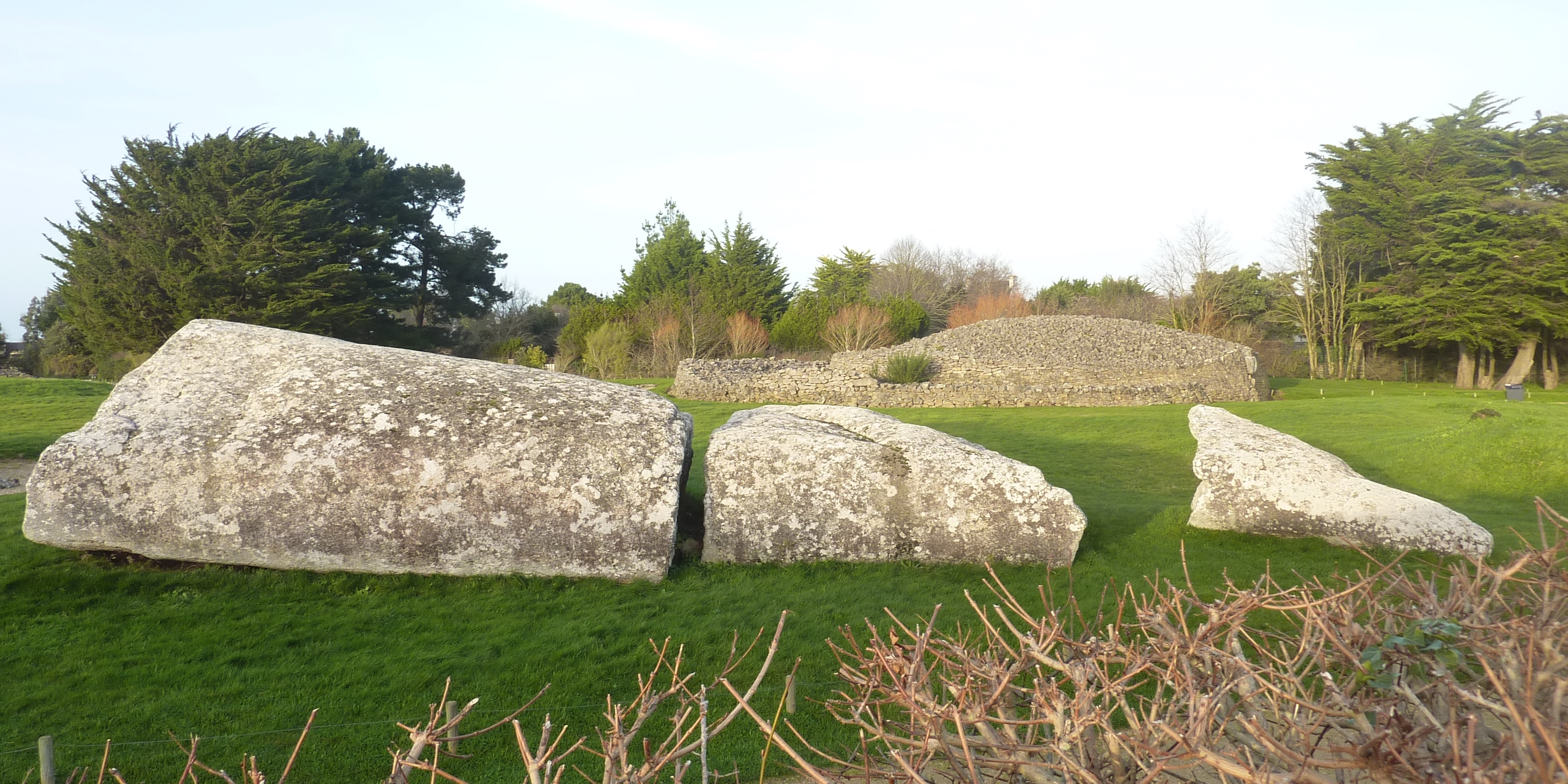
Trois des fragments du Grand menhir brisé et, à l'arrière-plan, le cairn d'Er Grah.

## Mobilier archéologique
Le mobilier archéologique céramique et lithique découvert dans les fosses de calage a été attribué à la culture Castellic. Les datations au radiocarbone obtenues sur les couches sédimentaires des fosses voisines de celle du grand menhir ont permis d'estimer la période de construction entre 4600 av. J.-C. et 4300 av. J.-C..

## Folklore
Paul-Yves Sébillot rapporte que « pour se marier dans l'année à Locmariaker [Locmariaquer] (...) une jeune fille devait, pendant la nuit du premier mai, monter sur le grand menhir et, jupe et chemise retroussées, se laisse glisser de haut en bas. Ce menhir, le plus grand des mégalithes connus, était encore debout au début du XVIIIe siècle. Foudroyé, il gît, brisé en quatre grands morceaux. La glissade étant impossible lorsqu'il se dressait verticalement, il devait s'agir à l'origine d'un simple frottement nocturne ».